# Marginulina
Marginulina es un género de foraminífero bentónico de la subfamilia Marginulininae, de la familia Vaginulinidae, de la superfamilia Nodosarioidea, del suborden Lagenina y del orden Lagenida. Su especie tipo es Marginulina raphanus. Su rango cronoestratigráfico abarca desde el Pliensbachiense (Jurásico inferior) hasta la Actualidad.

## Discusión
Algunas clasificaciones incluyen Marginulina en la Familia Marginulinidae.

## Clasificación
Se han descrito numerosas especies de Marginulina. Entre las especies más interesantes o más conocidas destacan:
- Marginulina augensiensis
- Marginulina costata
- Marginulina gummi
- Marginulina glabra
- Marginulina obesa
- Marginulina obliquesuturata
- Marginulina raphanus
- Marginulina subbullata
- Marginulina texasensis

Un listado completo de las especies descritas en el género Marginulina puede verse en el siguiente anexo.
En Marginulina se ha considerado el siguiente subgénero:
- Marginulina (Saracenaria), aceptado como género Saracenaria